# Visitant
Visitant és una pel·lícula de 2021 dirigida per Alberto Evangelio i protagonitzada per Iria del Río, Miquel Fernández, Jan Cornet, Sandra Cervera, Inma Sancho, Pep Ricart i Carles Sanjaime. És una cinta de thriller i terror psicològic i va ser escrita pel mateix Evangelio i per Marcos Gisbert. Els diàlegs combinen el castellà i català, i s'ha doblat íntegrament al català per a TV3. El 2022 va estar nominada al premi Gaudí a la millor pel·lícula en llengua catalana.

## Sinopsi
Marga, en plena crisi amb el seu marit i carregada de dubtes sobre el seu futur, viatja a una antiga casa de la seva família. Al cap de poc d'estar-s'hi, descobreix un portal dimensional que la comunica amb una altra realitat.

## Repartiment
- Iria del Río com a Marga[6]
- Miquel Fernández com a Daniel[6]
- Jan Cornet com a Carlos[6]
- Sandra Cervera com a Diana[6]
- Inma Sancho com a Olga[6]
- Carles Sanjaime com a Joaquim[6]
- Pep Ricart com a Aureli[6]

## Producció
Visitant és el debut d'Alberto Evangelio com a director de llargmetratges. Guillem Oliver n'és el director de fotografia. Visitant és una producció de Beniwood Producciones, Chester Media, Desconectada la película AIE, Life and Pictures i The Other Side Films. Va comptar amb la participació de l'IVC, el Ministeri de Cultura, Crea SGR, À Punt Mèdia i TVC.
El rodatge va durar d'agost a setembre de 2020. Es va gravar a Puçol, entre altres localitzacions.

## Publicació
La pel·lícula es va estrenar al Festival de Cinema de Sitges l'octubre de 2021. Distribuïda per Filmax, la pel·lícula es va estrenar a les sales de cinema l'11 de febrer de 2022.